# Kirsten Gillibrandová
Kirsten Gillibrandová (Gillibrand, * 9. prosince 1966) je americká právnička a politička za Demokratickou stranu, od roku 2009 senátorka Senátu Spojených států amerických za stát New York. Předtím byla v letech 2006–2009 za stát New York poslankyní Sněmovny reprezentantů.
V lednu 2019 oznámila plán ucházet se o nominaci Demokratické strany do federálních prezidentských voleb v roce 2020.
Narodila se a vyrůstala v New Yorku v rodině dvou právníků. Sama vystudovala právo na Kalifornské univerzitě v Los Angeles, kde promovala v roce 1991. V devadesátých letech a na začátku dalšího tisíciletí pak pracovala v právnických firmách Davis Polk & Wardwell a Boies Schiller Flexner LLP. Podílela se na kampani Hillary Clintonové při její kandidatuře do senátu v roce 2000.
Sama byla řádně zvolena do sněmovny reprezentantů v roce 2006 a mandát obhájila i v roce 2008. Senátorkou se stala nejprve dosazením v roce 2009 – když byla senátorka Clintonová jmenována v roce 2009 do funkce ministryně zahraničních věcí, vybral na její místo guvernér David Paterson právě Gillibrandovou. Ta pak funkci obhájila v mimořádných volbách v roce 2010 i v řádných volbách v letech 2012, 2018 a 2024.